# FA Women's Championship 2018-19
La FA Women's Championship 2018-19 fue la primera edición de la renombrada FA Women's Championship, segunda división de fútbol femenino en Inglaterra, fundada como WSL 2 en 2014. En ella participaron 11 equipos y comenzó el 8 de septiembre de 2018 y terminó el 12 de mayo de 2019.
El 20 de abril de 2019, el Manchester United fue proclamado ganador, consiguiendo el ascenso a la FA WSL. El Tottenham Hotspur consiguió el segundo puesto y el Millwall Lionesses evitó el descenso debido a la expansión de las dos primera divisiones.

## Equipos

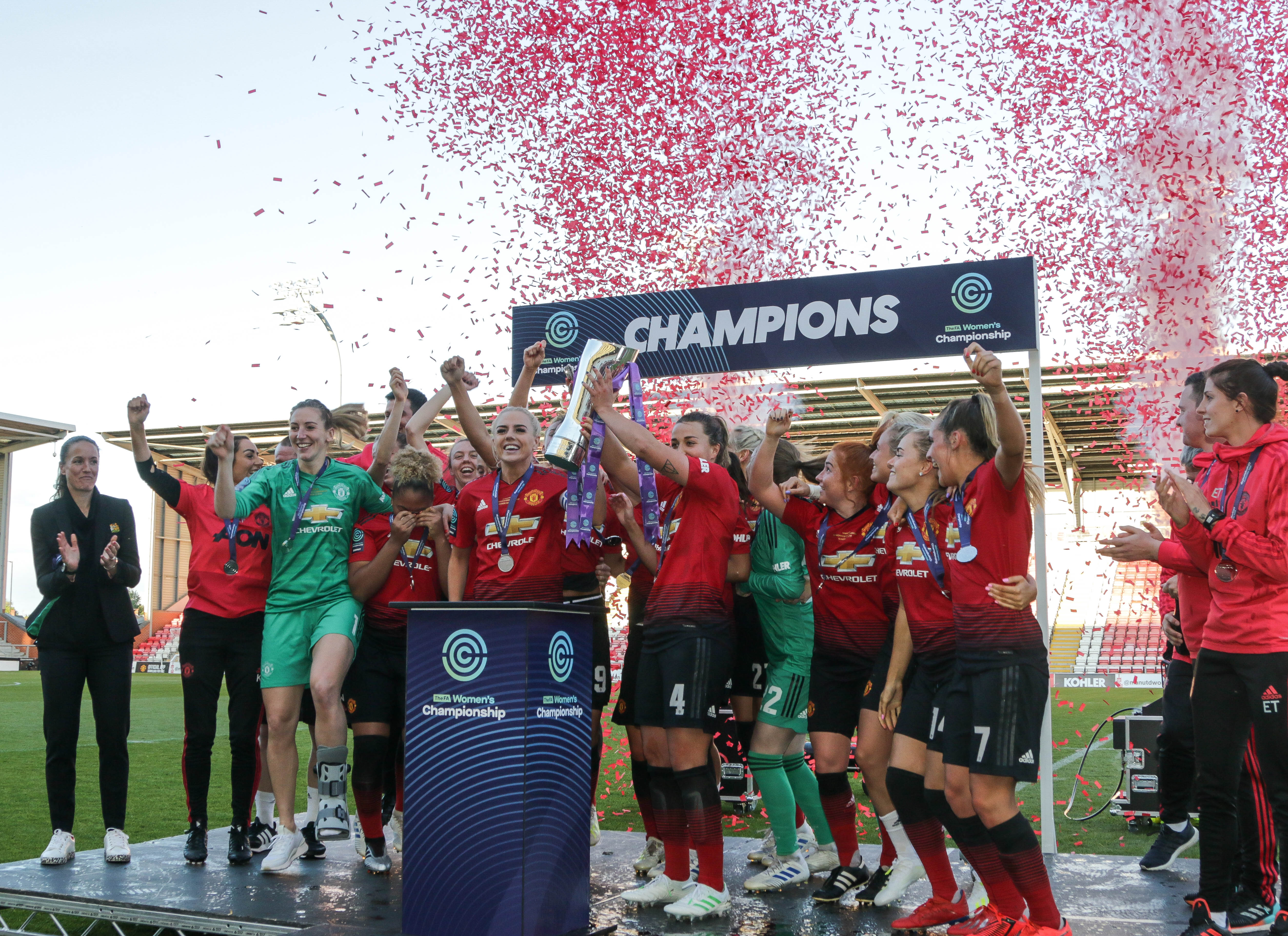
Manchester United celebrando el título de liga.

La liga estuvo formada por 11 equipos. Tras la reestructuración del fútbol femenino inglés para conseguir una FA Women's Super League completamente profesional, todos los equipos de la primera y de la segunda división debían obtener licencias. Se ofreció una oportunidad para la obtención de estas a los equipos ya existentes de la WSL, manteniendo sus puestos en la Segunda División todos los equipos excepto el Brighton & Hove Albion, a quien se le ofreció una plaza en la Primera. De la segunda, el Oxford United y el Watford no presentaron la solicitud.
Esto dejó dos plazas libres en la WSL y cinco en la Championship, la cual una de ellas estaba reservada para el campeón de la FA Women's Premier League, siempre y cuando dicho campeón obtuviera la licencia. Se recibieron 15 solicitudes en total y fueron aceptadas 5 para la Championship: Manchester United, Lewes, Leicester City, Sheffield United y Charlton Athletic.
Sheffield anunció el 24 de junio de 2018 su rechazo de la licencia debido a su situación financiera. Doncaster Rover Belles anunciaron lo mismo el 12 de julio de 2018. Como consecuencia, Crystal Palace consiguió una plaza en la liga.
| Equipo             | Ubicación   | Estadio              | Capacidad | Temporada 2017–18       |
| ------------------ | ----------- | -------------------- | --------- | ----------------------- |
| Aston Villa        | Tamworth    | The Lamb Ground      | 4,000     | 9º                      |
| Charlton Athletic  | Thamesmead  | Bayliss Avenue       | 6,000     | 1º, WPL Sur             |
| Crystal Palace     | Bromley     | Hayes Lane           | 5,000     | 3º, WPL Sur             |
| Durham             | Durham      | New Ferens Park      | 3,000     | 4º                      |
| Leicester City     | Quorn       | Farley Way Stadium   | 1,400     | 2º, WPL Norte           |
| Lewes              | Lewes       | The Dripping Pan     | 3,000     | 5º, WPL Sur             |
| London Bees        | Canons Park | The Hive Stadium     | 5,176     | 6º                      |
| Manchester United  | Leigh       | Leigh Sports Village | 12,000    | n/a                     |
| Millwall Lionesses | Dartford    | Princes Park         | 2,500     | 3º                      |
| Sheffield United   | Sheffield   | Olympic Legacy Park  | 2,000     | 3º, WPL Div 1, Midlands |
| Tottenham Hotspur  | Cheshunt    | Cheshunt Stadium     | 3,000     | 7th                     |

## Desarrollo

### Clasificación
| Pos. | Equipo                | Pts. | PJ | G  | E | P  | GF | GC | Dif. | Clasificación    |
| ---- | --------------------- | ---- | -- | -- | - | -- | -- | -- | ---- | ---------------- |
| 1    | Manchester United (C) | 55   | 20 | 18 | 1 | 1  | 98 | 7  | +91  | Ascenso a la WSL |
| 2    | Tottenham Hotspur     | 46   | 20 | 15 | 1 | 4  | 44 | 27 | +17  | Ascenso a la WSL |
| 3    | Charlton Athletic     | 41   | 20 | 13 | 2 | 5  | 49 | 21 | +28  |                  |
| 4    | Durham                | 39   | 20 | 11 | 6 | 3  | 37 | 16 | +21  |                  |
| 5    | Sheffield United      | 34   | 20 | 11 | 1 | 8  | 35 | 31 | +4   |                  |
| 6    | Aston Villa           | 26   | 20 | 6  | 8 | 6  | 30 | 39 | −9   |                  |
| 7    | Leicester City        | 21   | 20 | 6  | 3 | 11 | 27 | 44 | −17  |                  |
| 8    | London Bees           | 21   | 20 | 7  | 0 | 13 | 23 | 48 | −25  |                  |
| 9    | Lewes                 | 17   | 20 | 5  | 2 | 13 | 23 | 47 | −24  |                  |
| 10   | Crystal Palace        | 11   | 20 | 3  | 2 | 15 | 14 | 44 | −30  |                  |
| 11   | Millwall Lionesses    | 5    | 20 | 1  | 2 | 17 | 14 | 70 | −56  |                  |

 Fuente: FA WSL
Criterios de clasificación: 1) Puntos; 2) Diferencia de goles; 3) Número de goles marcados

### Resultados
| Local \ Visitante  | AST | CHA | CRY | DUR | LCW | LEW | LON | MNU  | MIL | SHU | TOT |
| ------------------ | --- | --- | --- | --- | --- | --- | --- | ---- | --- | --- | --- |
| Aston Villa        | —   | 2–0 | 0–0 | 0–0 | 0–0 | 2–2 | 1–3 | 0–12 | 2–0 | 5–1 | 1–1 |
| Charlton Athletic  | 2–0 | —   | 2–1 | 2–2 | 4–0 | 4–1 | 2–0 | 1–2  | 3–0 | 2–0 | 2–3 |
| Crystal Palace     | 1–3 | 1–4 | —   | 0–2 | 0–2 | 0–3 | 1–0 | 0–5  | 3–1 | 0–1 | 1–2 |
| Durham             | 2–2 | 2–2 | 2–0 | —   | 0–2 | 5–0 | 1–0 | 3–1  | 1–0 | 1–2 | 0–2 |
| Leicester City     | 1–1 | 0–4 | 2–3 | 1–1 | —   | 4–0 | 4–2 | 0–7  | 3–2 | 1–2 | 0–3 |
| Lewes              | 1–1 | 0–2 | 2–1 | 0–1 | 4–3 | —   | 0–2 | 0–2  | 2–0 | 0–3 | 1–3 |
| London Bees        | 1–5 | 1–2 | 2–1 | 0–1 | 2–1 | 3–2 | —   | 0–5  | 2–1 | 2–0 | 0–3 |
| Manchester United  | 5–0 | 3–0 | 7–0 | 0–0 | 6–1 | 5–0 | 9–0 | —    | 8–0 | 3–0 | 4–1 |
| Millwall Lionesses | 1–3 | 0–8 | 1–1 | 1–5 | 1–2 | 0–3 | 3–1 | 0–5  | —   | 1–1 | 2–3 |
| Sheffield United   | 4–1 | 2–3 | 2–0 | 0–2 | 1–0 | 3–2 | 4–1 | 0–4  | 6–0 | —   | 1–2 |
| Tottenham Hotspur  | 2–1 | 1–0 | 1–0 | 1–6 | 1–0 | 3–0 | 2–1 | 1–5  | 8–0 | 1–2 | —   |

## Estadísticas

### Máximas goleadoras
Actualizado a los partidos jugados el 11 de mayo de 2019
| Puesto | Jugadora          | Equipo            | Goles |
| ------ | ----------------- | ----------------- | ----- |
| 1      | Jessica Sigsworth | Manchester United | 17    |
| 2      | Rianna Dean       | Tottenham Hotspur | 14    |
| 2      | Elizabeta Ejupi   | Charlton Athletic | 14    |
| 2      | Lauren James      | Manchester United | 14    |
| 2      | Ella Toone        | Manchester United | 14    |
| 6      | Mollie Green      | Manchester United | 13    |
| 7      | Kit Graham        | Charlton Athletic | 12    |
| 8      | Katie Zelem       | Manchester United | 10    |
| 9      | Beth Hepple       | Durham            | 8     |
| 9      | Jodie Hutton      | Aston Villa       | 8     |
| 9      | Jade Pennock      | Sheffield United  | 8     |

## Premios

### Jugadora del Mes
Número de nominaciones entre paréntesis.
| Mes        | Ganadora            | Ganadora          | Nominadas           | Nominadas         |
| Mes        | Jugadora            | Club              | Jugadoras           | Club              |
| ---------- | ------------------- | ----------------- | ------------------- | ----------------- |
| Septiembre | Lauren James        | Manchester United | Rebecca Carter      | Lewes             |
| Septiembre | Lauren James        | Manchester United | Jessica Sigsworth   | Manchester United |
| Septiembre | Lauren James        | Manchester United | Sarah Wiltshire     | Tottenham Hotspur |
| Octubre    | Rianna Dean         | Tottenham Hotspur | Rosie Axten         | Leicester City    |
| Octubre    | Rianna Dean         | Tottenham Hotspur | Kit Graham          | Charlton Athletic |
| Octubre    | Rianna Dean         | Tottenham Hotspur | Sarah Wiltshire (2) | Tottenham Hotspur |
| Noviembre  | Mollie Green        | Manchester United | Sophie Barker       | Sheffield United  |
| Noviembre  | Mollie Green        | Manchester United | Abi Cottam          | Durham            |
| Noviembre  | Mollie Green        | Manchester United | Katie Startup       | Charlton Athletic |
| Diciembre  | Beth Hepple         | Durham            | Elizabeta Ejupi     | Charlton Athletic |
| Diciembre  | Beth Hepple         | Durham            | Lily Agg            | Charlton Athletic |
| Diciembre  | Beth Hepple         | Durham            | Emma Beckett        | London Bees       |
| Enero      | Sarah Wiltshire (3) | Tottenham Hotspur | Rianna Dean (2)     | Tottenham Hotspur |
| Enero      | Sarah Wiltshire (3) | Tottenham Hotspur | Zoe Ness            | Durham            |
| Enero      | Sarah Wiltshire (3) | Tottenham Hotspur | Evie Clarke         | Milwall Lionesses |
| Febrero    | Ella Toone          | Manchester United | Angela Addison      | Tottenham Hotspur |
| Febrero    | Ella Toone          | Manchester United | Gemma Bryan         | Crystal Palace    |
| Febrero    | Ella Toone          | Manchester United | Evie Clarke (2)     | Milwall Lionesses |
| Marzo      | Katie Zelem         | Manchester United | Jade Pennock        | Sheffield United  |
| Marzo      | Katie Zelem         | Manchester United | Kit Graham (2)      | Charlton Athletic |
| Marzo      | Katie Zelem         | Manchester United | Maddy Cusack        | Sheffield United  |
| Abril      | Ashleigh Neville    | Tottenham Hotspur | Danielle Cox        | Sheffield United  |
| Abril      | Ashleigh Neville    | Tottenham Hotspur | Charlie Devlin      | Manchester United |
| Abril      | Ashleigh Neville    | Tottenham Hotspur | Lauren James (2)    | Manchester United |

### Entrenadora del Mes
Premios otorgados por la League Managers Association. Número de nominaciones entre paréntesis.
| Mes        | Entrenadora      | Club              |
| ---------- | ---------------- | ----------------- |
| Septiembre | Karen Hills      | Tottenham Hotspur |
| Octubre    | Lee Sanders      | Durham            |
| Noviembre  | Casey Stoney     | Manchester United |
| Enero      | Karen Hills (2)  | Tottenham Hotspur |
| Febrero    | Casey Stoney (2) | Manchester United |
| Marzo      | Carla Ward       | Sheffield United  |
| Abril      | Casey Stoney (3) | Manchester United |